# Myrcia
Myrcia är ett släkte av myrtenväxter. Myrcia ingår i familjen myrtenväxter.

## Bildgalleri

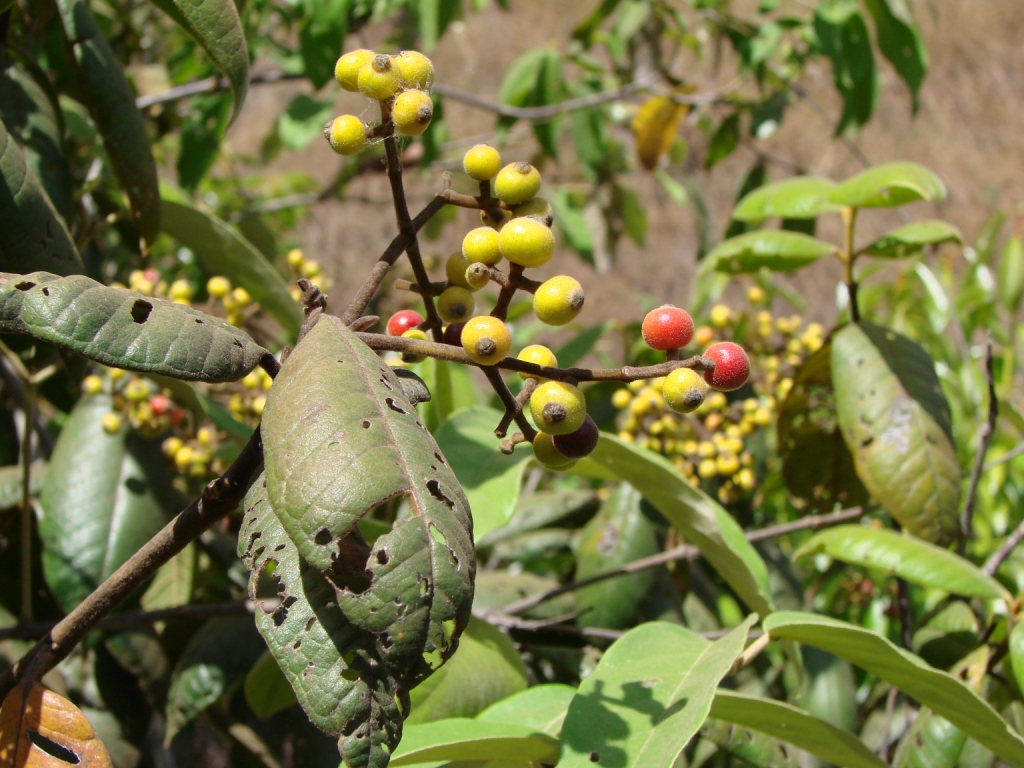
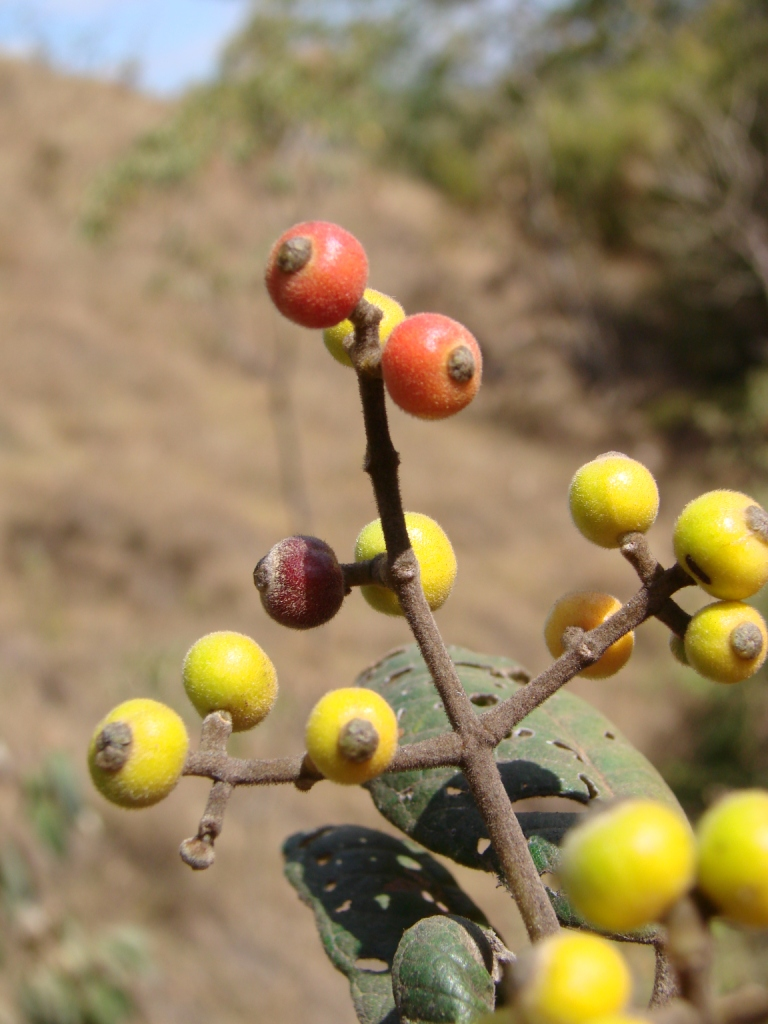
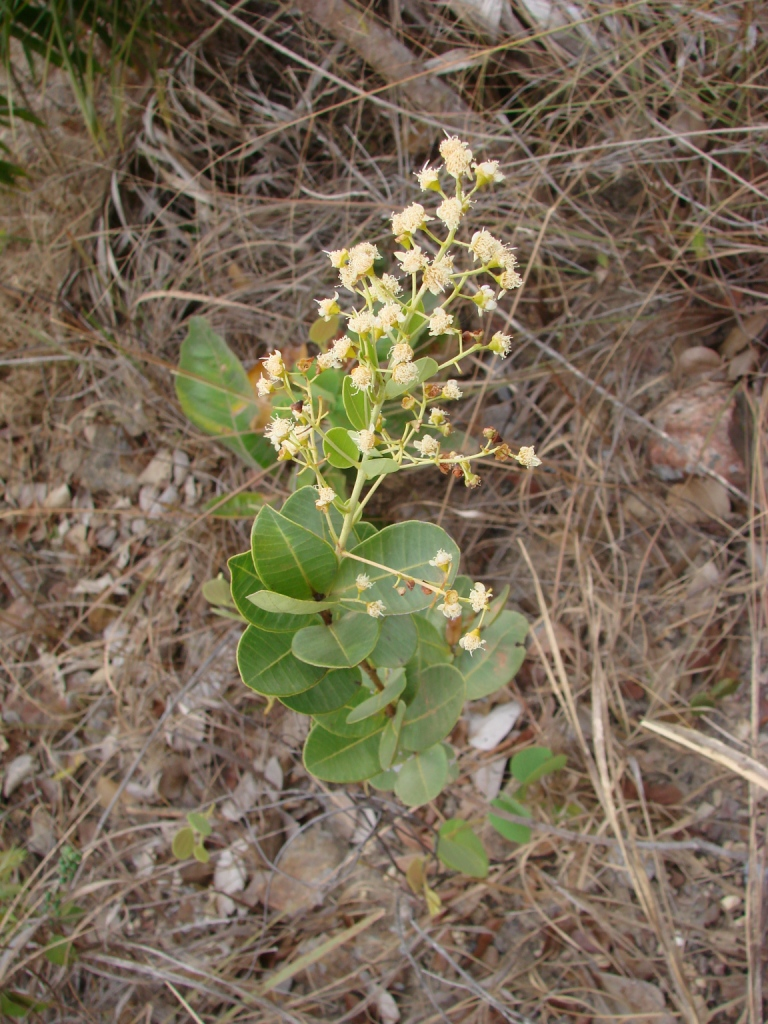
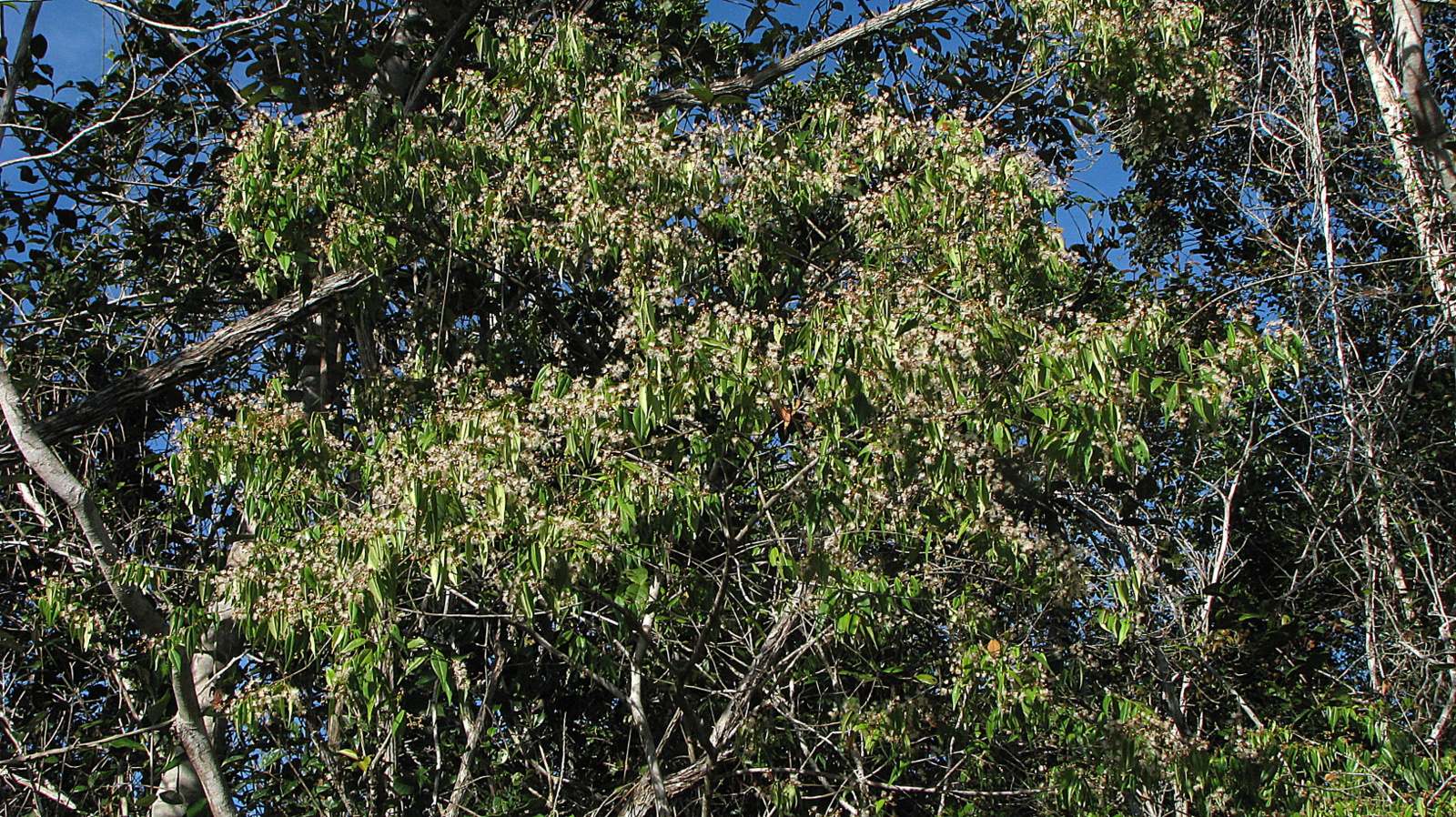
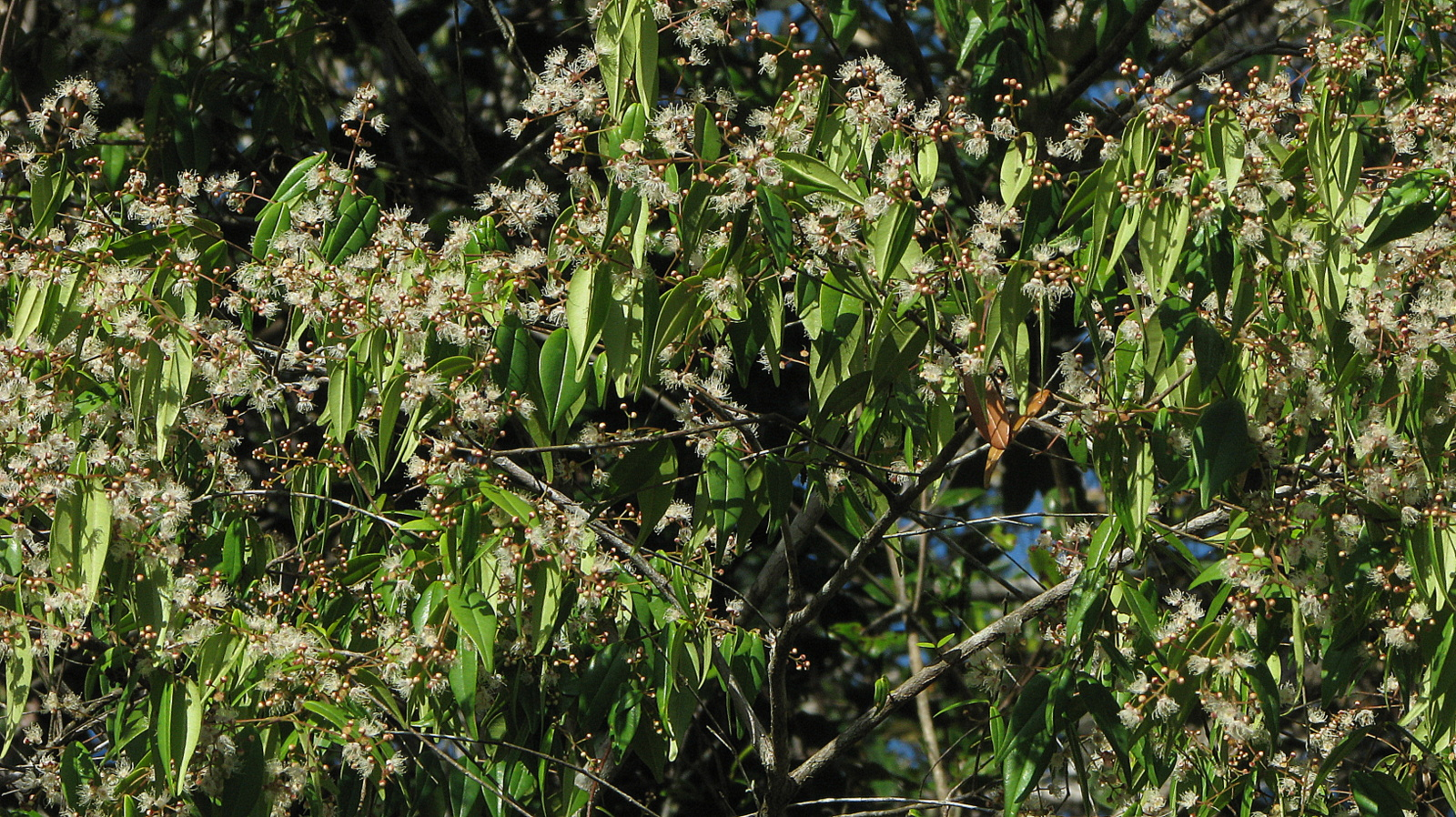
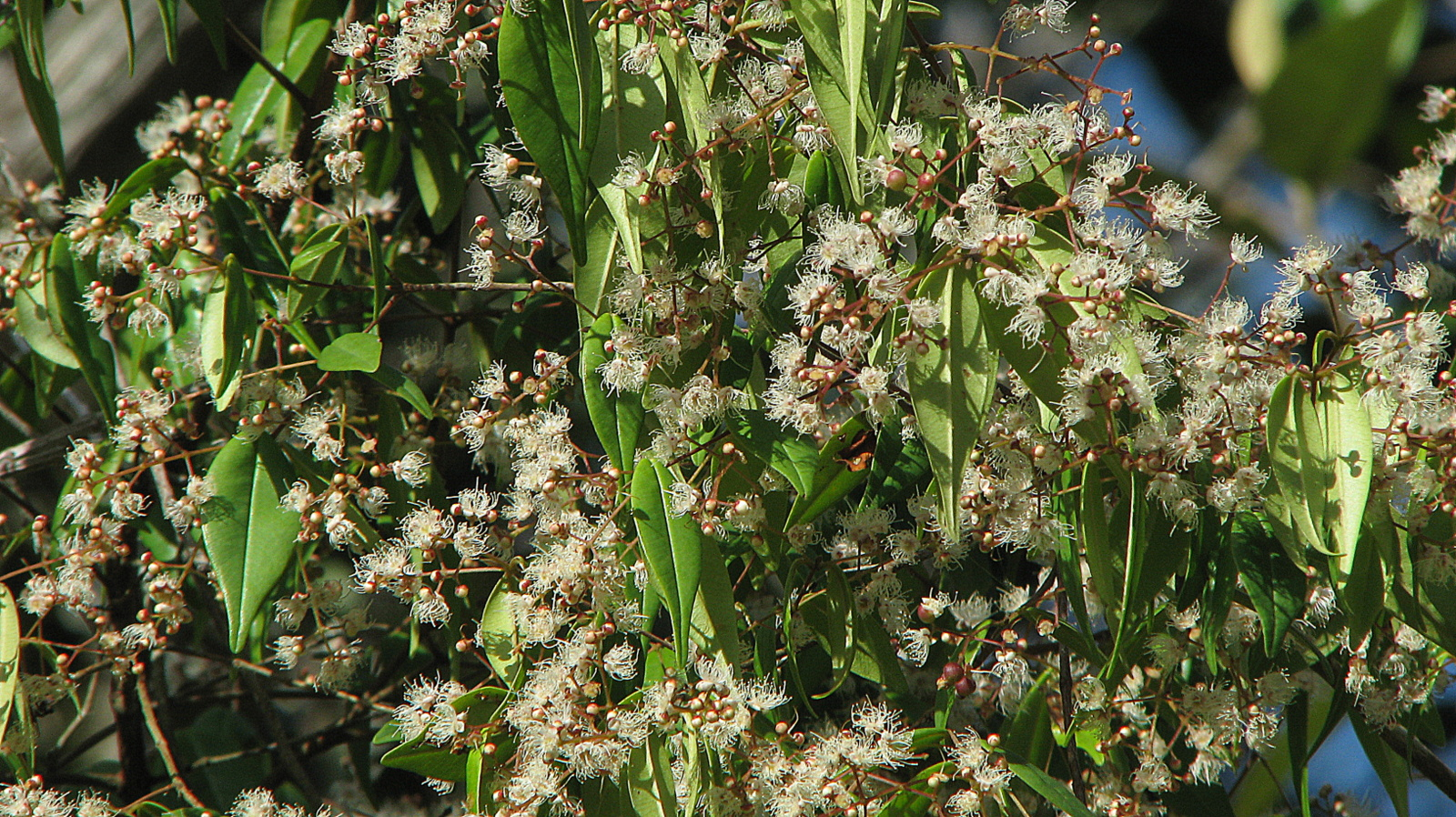

## Dottertaxa tillMyrcia, i alfabetisk ordning[1]
- Myrcia abbotiana
- Myrcia abrantea
- Myrcia acunae
- Myrcia aegiphylloides
- Myrcia aequatoriensis
- Myrcia aethusa
- Myrcia albescens
- Myrcia albidotomentosa
- Myrcia albobrunnea
- Myrcia albotomentosa
- Myrcia aliena
- Myrcia almasensis
- Myrcia amapensis
- Myrcia amazonica
- Myrcia ambivalens
- Myrcia amblyophylla
- Myrcia amethystina
- Myrcia amplexicaulis
- Myrcia anacardiifolia
- Myrcia anceps
- Myrcia angusta
- Myrcia angustifolia
- Myrcia anomala
- Myrcia antillana
- Myrcia apiocarpa
- Myrcia apodocarpa
- Myrcia atramentifera
- Myrcia atropilosa
- Myrcia atrorufa
- Myrcia aurea
- Myrcia ayabambensis
- Myrcia badia
- Myrcia bathisiifolia
- Myrcia batistana
- Myrcia bella
- Myrcia bergiana
- Myrcia bicarinata
- Myrcia bicolor
- Myrcia bicudoensis
- Myrcia billardiana
- Myrcia blanchetiana
- Myrcia bolivarensis
- Myrcia bonnetiasylvestris
- Myrcia borhidii
- Myrcia bracteata
- Myrcia brasiliae
- Myrcia brasiliensis
- Myrcia bredemeyeriana
- Myrcia brunnea
- Myrcia bullata
- Myrcia buxifolia
- Myrcia calcicola
- Myrcia calycampa
- Myrcia calyptranthoides
- Myrcia camapuana
- Myrcia camapuanensis
- Myrcia cambessedesiana
- Myrcia cancellata
- Myrcia canescens
- Myrcia capitata
- Myrcia caracasana
- Myrcia cardiaca
- Myrcia cardiophylla
- Myrcia cerqueiria
- Myrcia chapadensis
- Myrcia chapadinhaeana
- Myrcia citrifolia
- Myrcia clausa
- Myrcia clavija
- Myrcia clusiifolia
- Myrcia coelosepala
- Myrcia colpodes
- Myrcia compta
- Myrcia concava
- Myrcia concinna
- Myrcia connata
- Myrcia cordiformis
- Myrcia cordiifolia
- Myrcia coumete
- Myrcia crassimarginata
- Myrcia crenulata
- Myrcia crispa
- Myrcia cristalensis
- Myrcia cujabensis
- Myrcia cuprea
- Myrcia curassavica
- Myrcia curtipendula
- Myrcia cymosa
- Myrcia dealbata
- Myrcia debilis
- Myrcia decorticans
- Myrcia deflexa
- Myrcia densa
- Myrcia dermatophylla
- Myrcia desertorum
- Myrcia diaphana
- Myrcia dichasialis
- Myrcia dichrophylla
- Myrcia didrichseniana
- Myrcia dimorpha
- Myrcia directa
- Myrcia dispar
- Myrcia dolicopetala
- Myrcia doniana
- Myrcia egensis
- Myrcia ehrenbergiana
- Myrcia elattophylla
- Myrcia eriocalyx
- Myrcia eriopus
- Myrcia eumecephylla
- Myrcia eximia
- Myrcia exploratoris
- Myrcia extranea
- Myrcia fasciata
- Myrcia fascicularis
- Myrcia felisbertii
- Myrcia fenestrata
- Myrcia fenzliana
- Myrcia ferruginea
- Myrcia filibracteata
- Myrcia flagellaris
- Myrcia florida
- Myrcia follii
- Myrcia fosteri
- Myrcia freireana
- Myrcia freyreissiana
- Myrcia fusca
- Myrcia gatunensis
- Myrcia gentryi
- Myrcia gestasiana
- Myrcia gigantea
- Myrcia gigas
- Myrcia gilsoniana
- Myrcia glabra
- Myrcia glauca
- Myrcia glazioviana
- Myrcia glaziovii
- Myrcia gollmeriana
- Myrcia gomidesioides
- Myrcia gonini
- Myrcia govinha
- Myrcia goyazensis
- Myrcia graciliflora
- Myrcia grandifolia
- Myrcia grandis
- Myrcia guavira
- Myrcia guavira-mi
- Myrcia guianensis
- Myrcia guildingiana
- Myrcia gundlachii
- Myrcia haenkeana
- Myrcia hartwegiana
- Myrcia hatschbachii
- Myrcia hebepetala
- Myrcia heliandina
- Myrcia heringeriana
- Myrcia heringii
- Myrcia hernandezii
- Myrcia hexasticha
- Myrcia hilariana
- Myrcia hispida
- Myrcia hoffmannseggii
- Myrcia hotteana
- Myrcia huallagae
- Myrcia hypericoides
- Myrcia hypoleuca
- Myrcia ilheosensis
- Myrcia imperatoris-maximiliani
- Myrcia imperfecta
- Myrcia inaequiloba
- Myrcia inconspicua
- Myrcia induta
- Myrcia innovans
- Myrcia insularis
- Myrcia intonsa
- Myrcia isaiana
- Myrcia jacobinensis
- Myrcia kylistophylla
- Myrcia lacerdaeana
- Myrcia lacunosa
- Myrcia laevis
- Myrcia lajeana
- Myrcia lanuginosa
- Myrcia lapidulosa
- Myrcia laricina
- Myrcia laruotteana
- Myrcia lasiantha
- Myrcia laurifolia
- Myrcia laxiflora
- Myrcia lehmannii
- Myrcia leucadendron
- Myrcia liesneri
- Myrcia limae
- Myrcia linearifolia
- Myrcia lineata
- Myrcia littoralis
- Myrcia lucida
- Myrcia lundiana
- Myrcia luschnathiana
- Myrcia lutescens
- Myrcia macrocarpa
- Myrcia madida
- Myrcia maestrensis
- Myrcia magnifolia
- Myrcia majaguitana
- Myrcia manacalensis
- Myrcia mansoniana
- Myrcia mansonii
- Myrcia maraguana
- Myrcia margarettae
- Myrcia marginata
- Myrcia maricaensis
- Myrcia mathewsiana
- Myrcia maximiliana
- Myrcia melastomoides
- Myrcia micropetala
- Myrcia microphylla
- Myrcia microstachya
- Myrcia minutiflora
- Myrcia mischophylla
- Myrcia mollis
- Myrcia montana
- Myrcia morroqueimadensis
- Myrcia multiflora
- Myrcia mutabilis
- Myrcia myoporina
- Myrcia myrcioides
- Myrcia myriantha
- Myrcia nandu-apysa
- Myrcia neesiana
- Myrcia neobullata
- Myrcia neocambessedeana
- Myrcia neodoniana
- Myrcia neorostrata
- Myrcia neospruceana
- Myrcia nigricans
- Myrcia nigropunctata
- Myrcia nitida
- Myrcia nivea
- Myrcia nobilis
- Myrcia nubicola
- Myrcia oblongata
- Myrcia obovata
- Myrcia obumbrans
- Myrcia ochroides
- Myrcia oligantha
- Myrcia oligostemon
- Myrcia oreioeca
- Myrcia ouropretoensis
- Myrcia ovalis
- Myrcia ovata
- Myrcia paganii
- Myrcia paivae
- Myrcia palustris
- Myrcia panamensis
- Myrcia panicularis
- Myrcia parnahibensis
- Myrcia pentagona
- Myrcia perforata
- Myrcia pernambucensis
- Myrcia pertusa
- Myrcia picardiae
- Myrcia pineticola
- Myrcia pinifolia
- Myrcia pistrinalis
- Myrcia platycaula
- Myrcia platyclada
- Myrcia plumbea
- Myrcia plusiantha
- Myrcia poeppigiana
- Myrcia polyantha
- Myrcia polyneura
- Myrcia popayanensis
- Myrcia porphyrea
- Myrcia ptariensis
- Myrcia pubescens
- Myrcia pubiflora
- Myrcia pubipetala
- Myrcia pulchra
- Myrcia pusilla
- Myrcia pyrifolia
- Myrcia quitarensis
- Myrcia racemosa
- Myrcia racemulosa
- Myrcia ramageana
- Myrcia ramuliflora
- Myrcia recurvata
- Myrcia regnelliana
- Myrcia reticulata
- Myrcia reticulosa
- Myrcia retivenia
- Myrcia retorta
- Myrcia revolutifolia
- Myrcia rimosa
- Myrcia riodocensis
- Myrcia robusta
- Myrcia rotundata
- Myrcia rotundifolia
- Myrcia rubella
- Myrcia rubiginosa
- Myrcia rufipes
- Myrcia rufipila
- Myrcia rupicola
- Myrcia rupta
- Myrcia saliana
- Myrcia salicifolia
- Myrcia salticola
- Myrcia salzmannii
- Myrcia sanisidrensis
- Myrcia saxatilis
- Myrcia schottiana
- Myrcia sehnemiana
- Myrcia selloi
- Myrcia sericea
- Myrcia servata
- Myrcia sessiliflora
- Myrcia sipapensis
- Myrcia skeldingii
- Myrcia sororopanensis
- Myrcia sosias
- Myrcia speciosa
- Myrcia spectabilis
- Myrcia spinifolia
- Myrcia splendens
- Myrcia sporadosticta
- Myrcia sprengeliana
- Myrcia springiana
- Myrcia squamata
- Myrcia stenocarpa
- Myrcia stenocymbia
- Myrcia stewartiana
- Myrcia stictophylla
- Myrcia stigmatosa
- Myrcia stricta
- Myrcia subalpestris
- Myrcia subavenia
- Myrcia subcordata
- Myrcia subcordifolia
- Myrcia subglabra
- Myrcia subobliqua
- Myrcia subrugosa
- Myrcia subsericea
- Myrcia subsessilis
- Myrcia subverticillaris
- Myrcia suffruticosa
- Myrcia susannae
- Myrcia sylvatica
- Myrcia tafelbergica
- Myrcia tenuifolia
- Myrcia tenuivenosa
- Myrcia tepuiensis
- Myrcia teresensis
- Myrcia thomasiana
- Myrcia thyrsoidea
- Myrcia tiburoniana
- Myrcia tijucensis
- Myrcia toaensis
- Myrcia tomentosa
- Myrcia tortuosa
- Myrcia tovarensis
- Myrcia uberavensis
- Myrcia undulata
- Myrcia valenzuelana
- Myrcia variabilis
- Myrcia warmingiana
- Myrcia vattimoi
- Myrcia vauthiereana
- Myrcia vellozoana
- Myrcia velutiflora
- Myrcia venulosa
- Myrcia verrucosa
- Myrcia verticillaris
- Myrcia verticillata
- Myrcia vestita
- Myrcia virgata
- Myrcia vittoriana
- Myrcia xylopioides
- Myrcia zetekiana